# Paweł Baraszkiewicz
Paweł Baraszkiewicz, né le 20 mai 1977 à Działdowo (Pologne), est un céiste polonais pratiquant la course en ligne.

## Palmarès

### Jeux olympiques de canoë-kayak course en ligne
- 2000 à Sydney,  Australie
  -  Médaille d'argent en C-2 500 m

### Championnats du monde de canoë-kayak course en ligne
- 1997 à Dartmouth,  Canada
  -  Médaille d'argent en C-2 500 m
  -  Médaille de bronze en C-4 1000 m

- 1998 à Szeged,  Hongrie
  -  Médaille d'argent en C-2 500 m

- 1999 à Milan,  Italie
  -  Médaille d'argent en C-2 200 m
  -  Médaille d'or en C-2 500 m

- 2001 à Poznań,  Pologne
  -  Médaille d'argent en C-2 500 m
  -  Médaille d'or en C-2 200 m

- 2003 à Gainesville,  États-Unis
  -  Médaille d'or en C-2 200 m
  -  Médaille d'or en C-2 500 m

- 2005 à Zagreb,  Croatie
  -  Médaille d'argent en C-1 500 m

- 2006 à Szeged,  Hongrie
  -  Médaille d'argent en C-4 500 m

- 2007 à Duisbourg,  Allemagne
  -  Médaille de bronze en C-2 1000 m

- 2010 à Poznań,  Pologne
  -  Médaille de bronze en C-2 200 m
  -  Médaille de bronze en C-1 4x200 m

### Championnats d'Europe de canoë-kayak course en ligne
- Championnats d'Europe 1997
  -  Médaille d'argent en C-2 500 m
  -  Médaille de bronze en C-4 500 m

- Championnats d'Europe 1999
  -  Médaille d'or en C-2 500 m
  -  Médaille de bronze en C-1 1000 m

- Championnats d'Europe 2000
  -  Médaille d'or en C-2 200 m
  -  Médaille d'or en C-2 500 m
  -  Médaille d'or en C-2 1000 m

- Championnats d'Europe 2001
  -  Médaille d'argent en C-2 200 m
  -  Médaille de bronze en C-4 200 m

### Championnats de Pologne
- 17 fois champion national:
  - C-1 1000 m (1997)
  - C-2 500 m (1998, 2001)
  - C-4 200 m (1998, 2000, 2001, 2002)
  - C-4 500 m (1998, 2001, 2002)
  - C-2 200 m (1999, 2000, 2001, 2002)
  - C-4 1000 m (2001, 2002).
  - C-1 500 m (2002)